# Reinelda de Saintes
Reineldis (Reinhilda, Reinalda, Rainelda, etc.; vers 630 – 700) fou una santa del segle vii, martiritzada pels "huns" (que evidentment no eren els huns històrics sinó probablement grups de bandits violents o pirates anomenats huns).
Va néixer a Condacum (que podria ser Condé-sur-l'Escaut o Kontich) i fou filla del duc Witger de Lotaríngia i de santa Amalberga de Maubeuge. El seu germà Emebert era sacerdot (sovint es diu que era bisbe) a Cambrai. Una altra germana fou santa Gudula i una tercera santa Faraildis, però a la seva biografia només s'esmenta a Gudula. Reineldis va pelegrinar a Terra Santa i va visitar Jerusalem. A la tornada es va dedicar a la caritat a Saintes (una antiga comuna a Bèlgica, ara part de Tubize). Fou decapitada pels "huns" a la zona junt amb el diaca Grimoald i el seu servidor Gondulphus.
És venerada a Saintes, on és la patrona; també és la santa de les malalties de la vista per la seva associació amb la font de Santa Renelda a Saintes que es suposa cura els mals als ulls. Fins i tot s'arriba a dir que Saintes porta el seu nom de la santa martiritzada. L'església parroquial (del segle XVII) és dedicada a Reineldis. Generalment és dibuixada amb espasa o agafada pels cabells, per la seva decapitació, o bé com a peregrina.